# Ford Ladies' Classic
De Ford Ladies' Classic was een golftoernooi voor vrouwen in Engeland, dat deel uitmaakte van de Ladies European Tour. Het toernooi werd opgericht in 1982. Van 1993 tot 1995 werd het toernooi georganiseerd onder de naam Ford Golf Classic.

## Geschiedenis
Van 1982 tot 1994 vond het toernooi plaats op "The Duchess Course" van de Woburn Golf Club in Milton Keynes, Buckinghamshire. In 1995 werd de laatste editie gespeeld en het vond plaats op de Chart Hills Golf Club in Biddenden, Kent.
Toernooinamen
- 1982-1992: Ford Ladies' Classic
- 1992-1994: Ford Golf Classic

## Winnaressen
- 1982:  Jenny Lee Smith
- 1983:  Barbara Helbig
- 1984:  Kitrina Douglas
- 1985:  Gillian Stewart
- 1986:  Muriel Thomson

- 1987:  Gillian Stewart
- 1988:  Laurette Maritz
- 1989:  Marie-Laure de Lorenzi
- 1990:  Marie-Laure de Lorenzi
- 1991:  Dale Reid

- 1992:  Stefania Croce
- 1993:  Federica Dassu
- 1994:  Catrin Nilsmark
- 1995:  Lora Fairclough